# ワルテク城
座標: 北緯47度28分42.78秒 東経9度31分48.14秒 / 北緯47.4785500度 東経9.5300389度
ワルテク城（ドイツ語: Schloss Wartegg）は、スイスのロルシャッハーベルクに存在する城である。ボーデン湖の近くに建っており、後にホテルとして利用されるようになった。

## 歴史
1557年に建設された。
1860年からブルボン＝パルマ家が代々所有し、マリーア・アントーニア公妃など、多くのブルボン＝パルマ一族が暮らした。第一次世界大戦直後にはブルボン＝パルマ家出身のツィタを皇后とする最後のオーストリア皇帝カール1世が、皇帝一家の亡命先とした。1918年11月からは、ツィタの伯父でポルトガル王位請求者のミゲル2世・デ・ブラガンサも滞在した。
1924年、ブルボン＝パルマ家は城を売却した。2018年10月現在、城は改装されて25部屋の客室があるホテルとなっている。

## ギャラリー

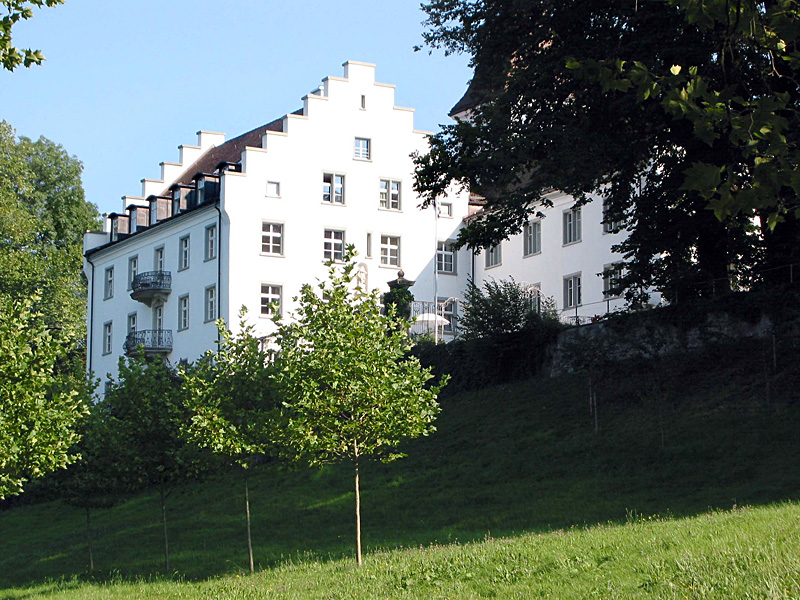
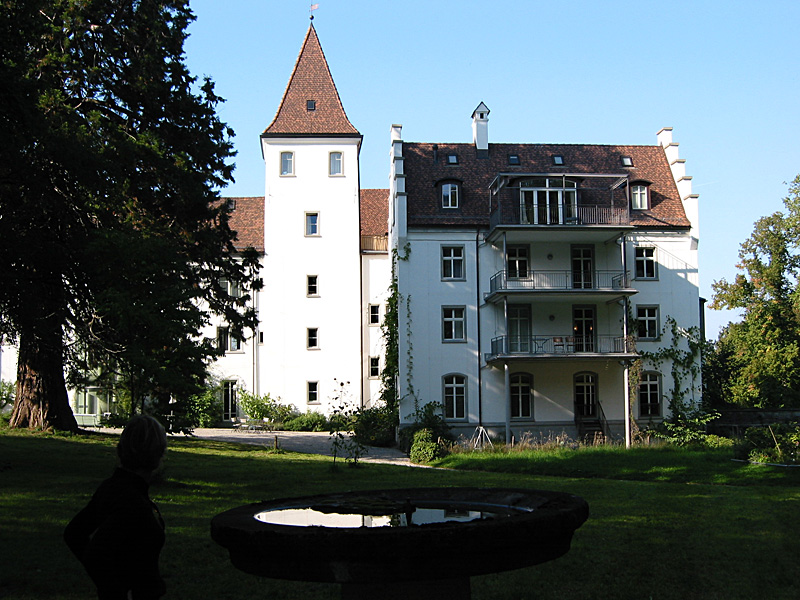
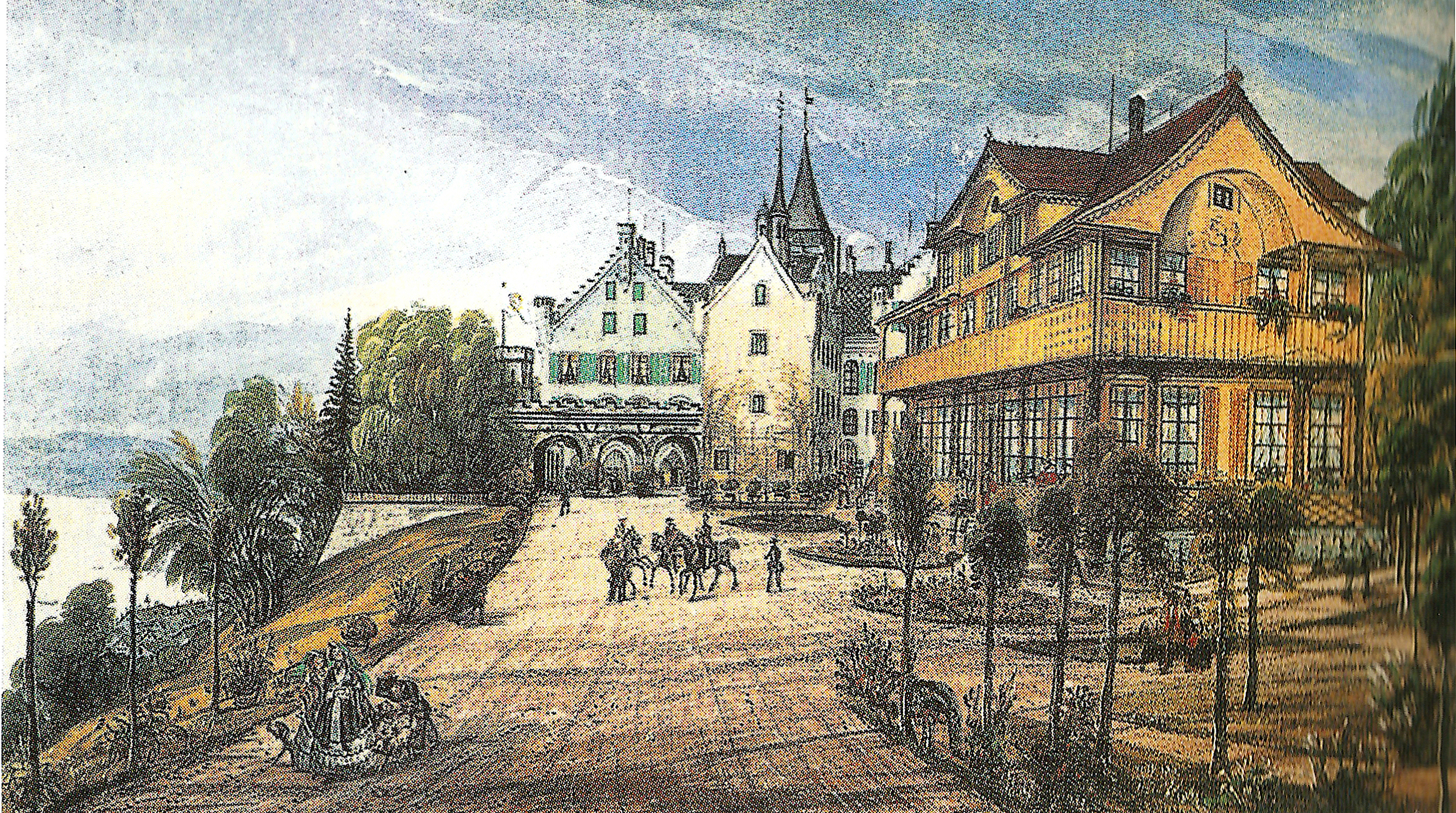
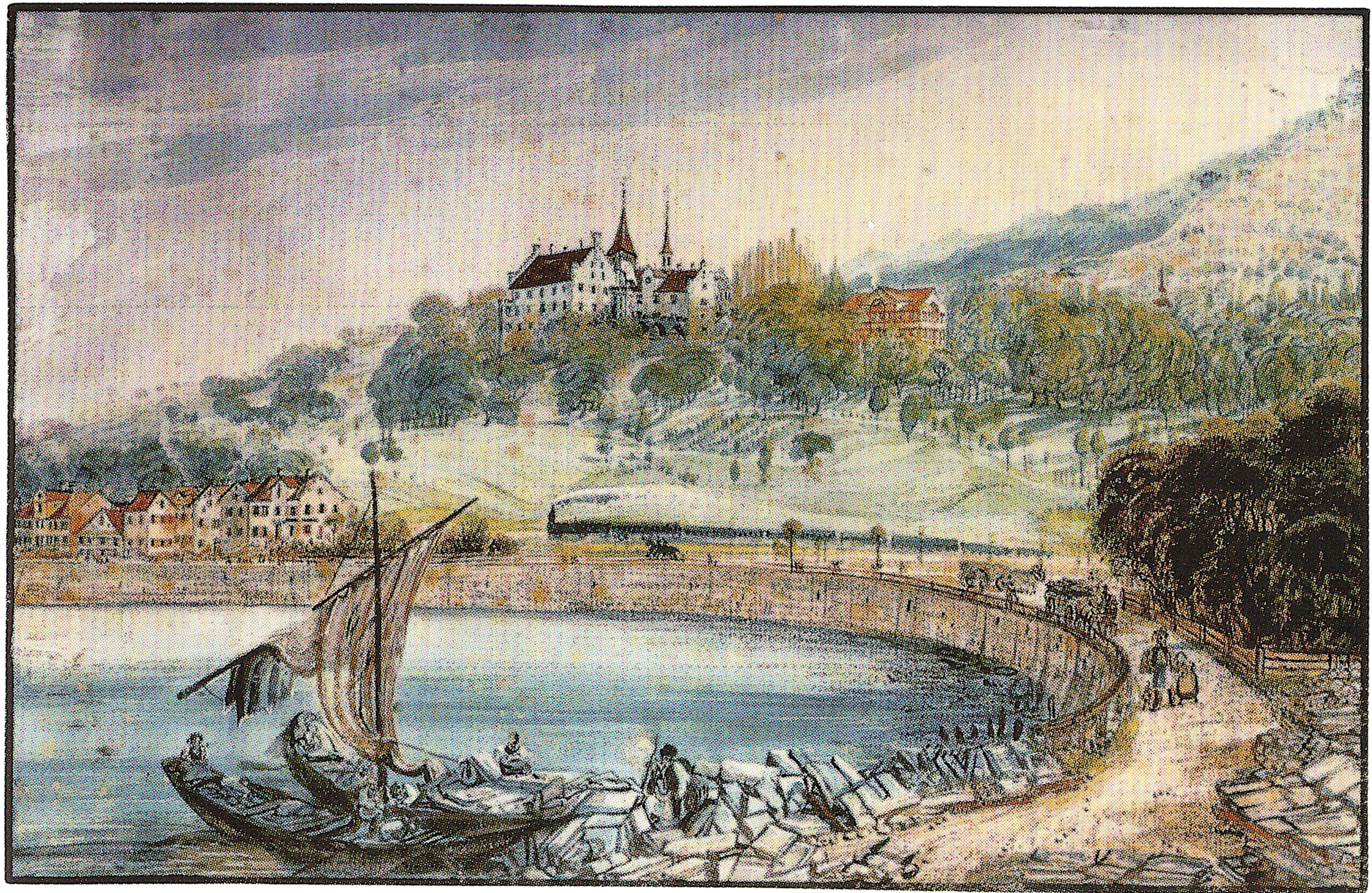